# Пестряково (Тверская область)
Пестряко́во — деревня на северо-западе Торопецкого района Тверской области России. Входит в состав Плоскошского сельского поселения.

## География
Деревня расположена в 14 км (по автодороге — 26 км) к юго-западу от посёлка Плоскошь. Находится на правом берегу реки Кунья при впадении в неё реки Оки.

## История
Название деревни образовано от мужского личного имени Пестряк, что значит «рябой, пятнастый, пегий, щедровитый».
До 2005 года Пестряково являлось административным центром ныне упразднённого Пестряковского сельского округа.

## Население
| 1997 | 2010 |
| ---- | ---- |
| 63   | ↘37  |

В 1997 году в Пестряково 33 хозяйства, 63 жителя.